# Чинг Ши
Джън Шъ (на китайски: 鄭氏; буквално „Мадам Джън“), 1775 – 1844 е китайска морска разбойничка, която има славата на един от най-успешните пирати в историята. Командвала флот от над 300 джонки с екипаж между 20 и 40 хил. пирати.
Мадам Джън е работила като проститутка преди да се срещне с Джън И, най-известния китайски пират на своето време. Те се женят през 1801 г. и се отправят към Виетнам, където по това време гражданската война е в разгара си. Мадам Джън нямала свои деца и заради това пиратите похитили от рибари 15-годишния Чжан Бао Цаи, който впоследствие става любовник в началото на Джън И, а след смъртта му и на Мадам Джън.
След като мъжът ѝ умира по време на щурм през 1807 г., Джън Шъ наследява пиратски флот от 400 съда. Скоро след това тя встъпва в брак с осиновения си син Чжан Бао. Под тяхното общо управление, пиратите не само атакували търговски съдове покрай бреговете на Китай, но и навлизали далеч нагоре по течението на реките, разорявайки и тамошните селища. Императорът от династията Цин – Цзя-цин (1760 – 1820) бил толкова уязвен от това развитие на пиратството, че през януари 1808 г. сформирал свой флот срещу Цзин Ши.
Счита се, че ключът към успеха на Джън Шъ била желязната дисциплина, царяща на нейните морски съдове. Тя въвела строги разпоредби, с които сложила край на традиционната пиратска разюзданост. Изнасилването на жена била наказвано със смърт. За самоволна отлъчка отрязвали ляво ухо.
През Великобритания, Китай и Португалия се споразумяват с нея. Условието е тя да разпусне флота си срещу значителна сума пари. След като се оттегля от пиратското поприще, Мадам Цзин се заселва с Гуанджоу, където държи публичен дом до самата си смърт, на 60-годишна възраст.
Мадам Цзин е героиня на разказа на Хорхе Луис Борхес „Вдовицата Чинг, пиратка“ (1935).